# Lorenz Adlon
Lorenz Adlon (* 29. Mai 1849 in Mainz; † 7. April 1921 in Berlin) war ein deutscher Gastronom und Hotelier.

## Leben

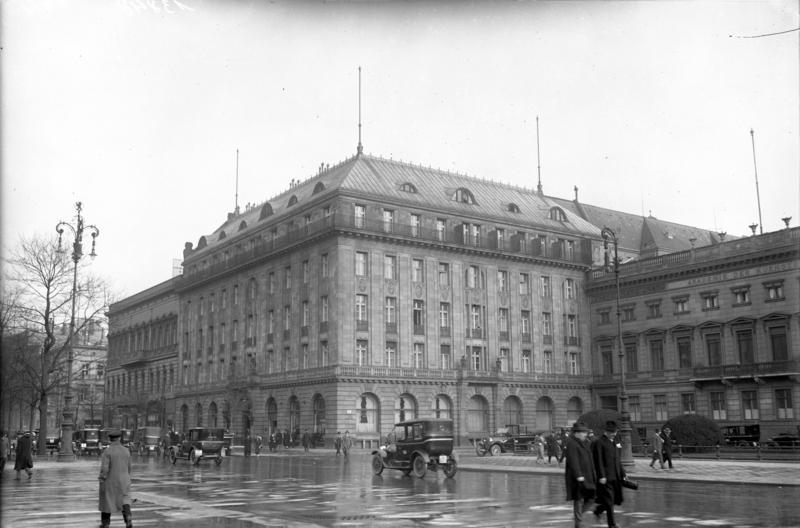
Das Hotel Adlon, 1926

Lorenz Adlon wurde als Laurenz, das sechste von neun Kindern, in Mainz geboren. Seine Eltern waren der Schuhmacher Jacob Adlon und dessen Ehefrau Anna Maria Elisabeth, eine Hebamme. Nach seiner Lehre als Tischler bei der Mainzer Kunstschreinerei Bembé führte Lorenz Adlon zunächst das im Mainzer Gartenfeld am Rheinufer gelegene Ausflugslokal Raimundigarten. Mit der Übernahme der gastronomischen Betreuung auf dem Schützenfest in Düsseldorf, beim Deutschen Turnfest 1880 in Frankfurt am Main, bei der Bayerischen Gewerbeausstellung 1882 in Nürnberg und besonders auf der Weltausstellung 1883 in Amsterdam war er kommerziell erfolgreich.
In den 1880er Jahren ging Adlon nach Berlin, wo er nach und nach mehrere Restaurationen erwarb. Unter seiner Leitung wurde das Restaurant Hiller, Unter den Linden 62/63, das vornehmste Restaurant Berlins. Mit der Anpachtung des Hotels Continental in der Neustädtischen Kirchstraße fasste er in der Berliner Hotelbranche Fuß. Später übernahm er die Zoo-Terrassen und im Jahr 1896 betrieb er anlässlich der Berliner Gewerbeausstellung mit Rudolf Dressel das „Hauptrestaurant von Adlon und Dressel“ am Neuen See im Tiergarten. Daneben führte er in der Wilhelmstraße eine Weingroßhandlung.
Kurz nach der Jahrhundertwende errichtete er in Berlin das mit allem Luxus ausgestattete Nobelhotel Adlon, für das er das Palais Redern, dessen Fassade Karl Friedrich Schinkel entworfen hatte, abreißen ließ. Mit Kaiser Wilhelm II., der das Haus am 24. Oktober 1907, zwei Tage vor der offiziellen Eröffnung, besichtigte und mehr Luxus als in seiner Residenz vorfand, hatte er fortan einen zahlungskräftigen Stammkunden. Das Adlon wurde zum Mittelpunkt des gesellschaftlichen Lebens in Berlin. Als zu den Hochzeitsfeierlichkeiten Prinzessin Viktoria Luises und des späteren Herzogs von Braunschweig Ernst August im Mai 1913 der europäische Hochadel anreiste, residierten die Gäste, unter ihnen der russische Zar Nikolaus II. und der britische König Georg V., im Hotel Adlon.

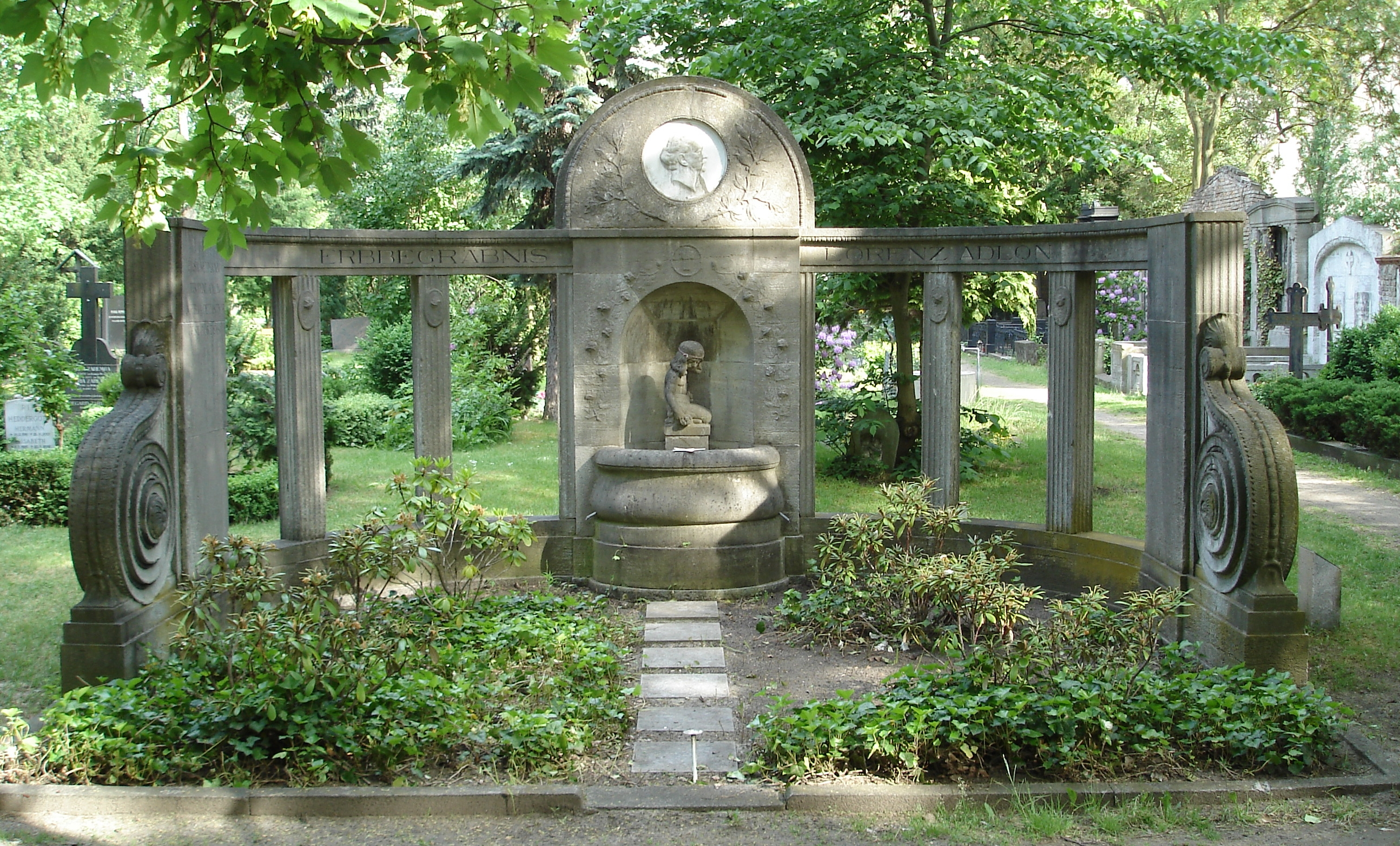
Adlons Grabstätte im Mai 2016

Am 9. November 1918 wurde Lorenz Adlon am Brandenburger Tor auf der dem Kaiser vorbehaltenen mittleren Durchfahrt von einem Lastkraftwagen mit rebellierenden Soldaten angefahren. 1921 wurde er an derselben Stelle erneut überfahren, vier Wochen später starb er im Alter von 71 Jahren an den Folgen eines Oberschenkelbruchs, den er sich durch den Unfall zuzog. Er wurde auf dem Berliner Alten Domfriedhof der St.-Hedwigs-Gemeinde in der Liesenstraße beigesetzt. Die Grabstätte mit einem Marmorrelief von Walter Schott findet man unter der Friedhofskennzeichnung WG Feld Mauer 2, G4. Sein Sohn Louis, eigentlich Ludwig Anton, führte das Hotel weiter. Lorenz Adlons Urenkel Percy Adlon drehte über die Geschichte des Hotels den Dokumentarfilm In der glanzvollen Welt des Hotel Adlon.
Lorenz Adlon war Mitglied der Freimaurerloge Zur Eintracht in Berlin.

## Sonstiges
Lorenz Adlon Esszimmer heißt das Gourmetrestaurant im heutigen Hotel Adlon; Küchenchef ist Jonas Zörner.